# Rally de Ourense de 2014
El Rally de Ourense de 2014, oficialmente 47.º Rallye de Ourense-Ourense Termal 2014, fue la 47.ª edición y la cuarta ronda de la temporada 2014 del Campeonato de España de Rally. Se celebró del 13 al 14 de junio y contó con un itinerario de doce tramos sobre asfalto que sumaban un total de 200,88 km cronometrados.

## Itinerario
| Día   | Tramo | Nombre                          | Distancia | Hora  | Ganador             | Tiempo  | Finalizados | Líder               |
| ----- | ----- | ------------------------------- | --------- | ----- | ------------------- | ------- | ----------- | ------------------- |
| Día 1 | SS1   | San Ciprián (Tramo espectáculo) | 1,87 km   | 20:35 | Surhayen Pernía     | 1:29.3  | 48          | Surhayen Pernía     |
| Día 2 | SS2   | Os Peares                       | 28,13 km  | 09:00 | Miguel Ángel Fuster | 19:00.7 | 46          | Miguel Ángel Fuster |
| Día 2 | SS3   | A Peroxa                        | 14,86 km  | 09:42 | Miguel Ángel Fuster | 10:18.4 | 45          | Miguel Ángel Fuster |
| Día 2 | SS4   | Os Peares                       | 28,13 km  | 11:40 | Miguel Ángel Fuster | 19:01.5 | 44          | Miguel Ángel Fuster |
| Día 2 | SS5   | A Peroxa                        | 14,86 km  | 12:22 | Miguel Ángel Fuster | 10:27.6 | 42          | Miguel Ángel Fuster |
| Día 2 | SS6   | Toén                            | 12,81 km  | 13:20 | Miguel Ángel Fuster | 8:33.5  | 36          | Miguel Ángel Fuster |
| Día 2 | SS7   | Toén                            | 12,81 km  | 15:55 | Sergio Vallejo      | 8:25.5  | 34          | Miguel Ángel Fuster |
| Día 2 | SS8   | San Pedro de Rocas              | 28,33 km  | 17:00 | Sergio Vallejo      | 18:00.9 | 32          | Miguel Ángel Fuster |
| Día 2 | SS9   | Luintra                         | 14,44 km  | 17:45 | Sergio Vallejo      | 9:13.7  | 32          | Miguel Ángel Fuster |
| Día 2 | SS10  | San Pedro de Rocas              | 28,33 km  | 19:45 | Sergio Vallejo      | 17:49.7 | 31          | Miguel Ángel Fuster |
| Día 2 | SS11  | Luintra                         | 14:44 km  | 20:25 | Miguel Ángel Fuster | 9:13.2  | 31          | Miguel Ángel Fuster |
| Día 2 | SS12  | San Ciprián (Súper especial)    | 1,87 km   | 21:15 | Miguel Ángel Fuster | 1:30.9  | 30          | Miguel Ángel Fuster |

## Clasificación final
| Pos. | Piloto                  | Copiloto             | Automóvil               | Tiempo    | Dif.     |
| ---- | ----------------------- | -------------------- | ----------------------- | --------- | -------- |
| 1.   | Miguel Ángel Fuster     | Borja Rozada         | Ford Fiesta R5          | 2:13:36.9 | 0.0      |
| 2.   | Sergio Vallejo          | Diego Vallejo        | Porsche 911 GT3         | 2:14:06.6 | +29.7    |
| 3.   | Pedro Burgo             | Marcos Burgo         | Porsche 911 GT3         | 2:18:20.1 | +4:43.2  |
| 4.   | Joan Vinyes             | Jordi Mercader       | Suzuki Swift S1600      | 2:18:26.6 | +4:49.7  |
| 5.   | Rantur                  | Santiago Vallejo     | Porsche 911 GT3         | 2:19:56.6 | +6:19.7  |
| 6.   | Gorka Antxustegui       | Alberto Iglesias Pin | Suzuki Swift S1600      | 2:20:14.2 | +6:37.3  |
| 7.   | Joan Carchat            | Claudi Ribeiro       | Mitsubishi Lancer Evo X | 2:21:53.7 | +8:16.8  |
| 8.   | José Luis Pélaez        | Rodrigo Sanjuan      | Citroën DS3 R3T         | 2:26:05.9 | +12:29.0 |
| 9.   | Iago Silva Domínguez    | Diego Grande Varela  | Citroën C2 R2 Max       | 2:27:33.7 | +13:56.8 |
| 10.  | Ángel Paniceres Fuentes | Salvador Belzunces   | Ford Fiesta R2          | 2:27:33.7 | +13:56.8 |